# Palača Patačić u Varaždinu
Palača Patačić je dvokatna uglovnica, smještena u najužem središtu Varaždina. Predstavlja jednu od najznačajnijih varaždinskih palača, prepoznatljivu po svojim pročeljima ukrašenim štukaturom u oblicima rokokoa, uglovnim erkerom i kamenom portalu istih stilskih karakteristika. Godina 1669. uklesana na stubu podruma i 1764. na zaglavnom kamenu portala datiraju dvije graditeljske faze. Od 1763. u rukama je obitelji Patačić koja ju je preuredila u oblicima rokokoa. Nekad isključivo stambena, ona danas u cijelosti ima poslovnu namjenu, očuvavši karakteristični raspored unutarnjeg prostora ali i vanjštine, što ju ubraja u najljepša arhitektonska ostvarenja iz razdoblja baroka i rokokoa u Hrvatskoj.

## Zaštita
Pod oznakom Z-896 zavedeno je kao nepokretno kulturno dobro - pojedinačno, pravna statusa zaštićena kulturnog dobra, klasificirano kao "stambeno-poslovna građevina".